# Ning (Unternehmen)
Ning ist eine Online-Plattform zur Erstellung von Social-Websites. Mit Ning können Menschen und Organisationen auf einfache Weise ihr individuell zugeschnittenes Soziales Netzwerk schaffen. Ning wurde im Oktober 2005 gelauncht. Ning bietet seinen Kunden die Möglichkeit, eine Community-Website mit individueller Gestaltung und Botschaft zu erstellen. Sie können Funktionen wie z. B. Gruppen, Chat, Events, RSS-Feed, Musik-Player, Newsletter-Tool, Fotos, Videos und Blogs einbinden. Durch die Integration von Facebook, Twitter, Google+ und Yahoo können die „Gefällt mir“-Funktion sowie das synchronisierte Veröffentlichen auf allen Plattformen unterstützt werden. Zusätzlich bietet sich durch diese Integration für Mitglieder die Möglichkeit, sich per Social Sign-In und Social Sign-Up mit den Kontodaten anderer Sozialer Netzwerke bei Ning anzumelden bzw. zu registrieren. Ning, Inc. gehört zu Glam Media, die Betreibergesellschaft hat ihren Sitz in Brisbane, Kalifornien.
Der Service ermöglicht es Kunden, direkt im Rahmen ihres Ning-Netzwerks einen Mitgliedsbeitrag zu erheben. Die Kunden können ihr Ning-Netzwerk auch mithilfe von Dienstanbietern monetarisieren, etwa durch Web-Shops, die durch Ning-Partnerschaften bereitgestellt werden, oder durch das Hinzufügen von Anzeigenwerbung wie Google AdSense. Anders als einige andere Social-Media-Anbieter ist Ning selbst werbefrei.
Es gibt rund 100.000 Social-Websites (Stand: September 2011), auch als Ning-Netzwerke bekannt, die auf der Ning-Plattform laufen. Ning hat ca. 100 Millionen registrierte Nutzerprofile. Ning bietet seinen Kunden drei Tarife an: Mini, Plus und Pro. Die Tarife werden mit unterschiedlichem Leistungsumfang angeboten und haben unterschiedliche Preise, sodass die Kunden einen Tarif wählen können, der am besten geeignet für ihre Social-Community ist. Nachdem ein Tarif gewählt wurde, kann ein Kunde jederzeit zu einem anderen Tarif wechseln. Im Juni 2011 hatte Ning monatlich 65 Millionen Unique Visitors weltweit auf seiner Plattform.
Ning wurde von Marc Andreessen und Gina Bianchini gegründet. Ning ist das dritte Unternehmen, das von Andreessen mitgegründet wurde (nach Netscape und Opsware).

## Geschichte
Das chinesische Wort „Ning“ (Chinesisch vereinfacht: 宁; Chinesisch traditionell: 寧; Pinyin: níng) bedeutet „Frieden“, wie Gina Bianchini im Firmenblog erläutert. Die Entwicklung von Ning begann im Oktober 2004, der öffentliche Start der Plattform erfolgte im Oktober 2005. Ning wurde zunächst intern von Bianchini und Andreessen sowie durch Business Angels finanziert. Im Juli 2007 sicherte sich Ning Risikokapital in Höhe von 44 Mio. US$, vorrangig von Legg Mason. Im März 2008 gab das Unternehmen außerdem bekannt, dass es weitere 60 Mio. US$ von einer nicht genannten Investorengruppe erhalten habe. Im Juli 2009 erhielt das Unternehmen 15 Mio. US$, vorrangig von Lightspeed Venture Partners.
Am 15. April 2010 gab Geschäftsführer Jason Rosenthal Veränderungen bei Ning bekannt: Die kostenlose Dienstleistung solle eingestellt werden und von den damals 167 Mitarbeitern nur 98 im Unternehmen verbleiben. Kunden der kostenlosen Dienstleistung hatten die Wahl, zu einem kostenpflichtigen Account zu wechseln oder ihre Inhalte von Ning zu anderen Anbietern zu migrieren.
Am 21. September 2011 gab das Unternehmen die Fusion mit Glam Media bekannt.

## Leistungsmerkmale
Ning ist die weltweit größte Plattform zur Erstellung von Social-Websites. Ning richtet sich an Menschen, die eigene, themenspezifische Online-Communitys und Soziale Netzwerke zu spezifischen Themen mit individuellem Design, Funktionsumfang und Mitgliederbestand aufbauen möchten. Die zentrale Funktion von Ning besteht darin, dass jeder sein eigenes Soziales Netzwerk zu einem bestimmten Thema oder Zweck erstellen kann, das auf einen speziellen Mitgliederstamm oder die Bedürfnisse einer bestimmten Community zugeschnitten ist. Der Betreiber kann mit Ning die Designs auf vielfältige Weise selbst festlegen, alle persönlichen Inhalte individuell verwalten und sämtliche Social-Community-Tools wie Facebook oder Twitter integrieren. Durch die Einbindung von Musik, Videos, Activity- und Live-Streams, Gruppen, Feeds, Video-Live-Streams und anderer Dienste bündelt die mit Ning erstellte Webseite alle Aktivitäten im Internet. Personen, die einem Ning-Netzwerk beitreten, haben jeweils ein eigenes Mitglieder-Profil innerhalb der betreffenden Community.
Eine Ning-Community lässt sich mit Social-Media-Plattformen wie z. B. Facebook und Twitter sowie Online-Diensten wie Google verknüpfen. Beispielsweise kann man sich bei einem Ning-Netzwerk mit seinem Facebook- oder Twitter-Account anmelden und Inhalte aus einem Ning-Netzwerk direkt in seinem Twitter- oder Facebook-Account posten. Mitglieder können Inhalte aus diesen Diensten direkt in ein Ning-Netzwerk einbinden, ebenso wie andere Dienste und Medien, etwa YouTube- und Vimeo-Videos oder Musikplayer von MySpace oder SoundCloud.
Bei seinem Start war Ning eine universelle Plattform für die Entwicklung und das Hosting „sozialer Anwendungen“ auf Open-Source-Basis. Der Quellcode für Ning-Anwendungen wurde Nutzern zur Verfügung gestellt, und jedermann konnte auf einfache Weise einen Entwicklungszweig (Fork) von einer bestehenden Ning-Anwendung ableiten, den PHP-Code modifizieren und das Ergebnis als eigene Plattform betreiben. Zu den Anwendungen zählten Fotoalben, Blogging-Software und diverse Lösungen zum Veröffentlichen von Kundenmeinungen. Ende September 2006 reduzierte Ning das Angebotsspektrum auf eine Gruppen-Website, eine Foto-Website und eine Video-Website, die Nutzer kopieren und für ihre Zwecke anpassen konnten. Diese drei Templates wurden später durch eine einzige, anpassbare Anwendung ersetzt, mit der jeder auf einfache Weise eine Social-Website erstellen und sein eigenes Soziales Netzwerk realisieren kann. Ning gewährt Entwicklern allerdings auch einen begrenzten Zugriff auf die Quellcode-Ebene ihrer sozialen Netzwerke, sodass sie Funktionen und die zugrunde liegende Logik modifizieren können.
Die Modifikation von Funktionen wurde am 21. Oktober 2008 vorübergehend gesperrt. Das Unternehmen plante, den direkten Quellcode-Zugriff durch die Möglichkeit zu ersetzen, die Logik bestehender Funktionen mittels OpenSocial und einer Reihe neuer APIs zu modifizieren, die Anfang 2009 veröffentlicht wurden.
Ning hatte ursprünglich sowohl ein kostenloses als auch ein kostenpflichtiges Angebot; im April 2010 wurde auf ein dreistufiges kostenpflichtiges System umgestellt. Die Tarifstufen unterscheiden sich in ihrem Umfang an Funktionen, viralen Marketing-Tools, Anpassbarkeit und Kundensupport.
Die auf der Ning-Plattform laufenden sozialen Netzwerke sind in PHP programmiert; die Plattform selbst ist in Java realisiert.
Im November 2008 gab Ning eine Partnerschaft mit Scripts4Ning bekannt, wodurch die Produkte dieses Entwickler-Teams direkt in Ning integriert und kostenlos angeboten werden konnten.
Die Administratoren von Ning-Netzwerken können zwischen verschiedenen Optionen wählen, mit denen unterschiedliche Sichtbarkeits-, Privatsphäre- und Mitgliedschaftsstufen realisiert werden können.
Im März 2009 ergänzte Ning eine iPhone-Schnittstelle, und im August 2009 wurde die Kompatibilität der Netzwerke mit mobilen Geräten verbessert. Im Oktober 2010 veröffentlichte Ning eine iOS-Anwendung (iPhone, iPad, iPod Touch) für Netzwerk-Administratoren zur Verwaltung ihrer sozialen Netzwerke.
Im Dezember 2011 wurde Ning von Glam Media, dem weltweit größten Unternehmen für vertikale Online-Inhalte mit der höchsten Online-Reichweite im Segment Lifestyle, übernommen.
Im Februar 2011 führte Ning eine neue Möglichkeit ein, mit der die Kunden das Erscheinungsbild ihrer Ning-Netzwerke anpassen und ändern konnten: das Ning Design Studio. Diese Funktion bietet Kunden eine Auswahl vorgefertigter Templates mit unterschiedlichen Farben, Schriftarten, Hintergrund- und Vordergrundbildern sowie Layouts. Die Kunden können diese Templates anpassen, frei gestalten und abändern oder mittels CSS kundenspezifische Änderungen an ihrer Community vornehmen. Das Design Studio ermöglicht es den Kunden auch, das Spalten-Layout und die Spaltenbreite zu ändern, und bietet ihnen damit neue Optionen neben dem dreispaltigen Standard-Layout für Ning-Netzwerke vor der Einführung des Design Studios.

## Die Community
Ning hat rund 100.000 Kunden (Stand: September 2011) mit Social-Websites auf der Ning-Plattform. Eine Reihe unterschiedlicher Kreativer, Unternehmen, Markenanbieter, Verbände, Institutionen, Communitys und Organisationen nutzen Ning als Grundlage für ihre Websites, darunter beispielsweise Linkin Park, 50 Cent, The Twilight Saga, Tony Hawk's Shred or Die, TuDiabetes von der Diabetes Hands Foundation, das Brooklyn Art Project, T20.com – Home of Global Cricket und die von John und Hank Green (Vlogbrothers) gehosteten Nerdfighters.

## Kontroversen

### Ausschluss eines Drittanbieters
Im August 2008 wurde Widget Laboratory (damals der größte Drittanbieter von Plugin-Verbesserungen für Ning) von der Ning-Plattform verbannt und die Nutzung seiner Tools in allen Ning-Netzwerken unterbunden. Ein Artikel auf TechCrunch über diesen Konflikt löste eine heftige Debatte aus.

### Entfernung pornografischer Netzwerke
Im Dezember 2008 gab Ning bekannt, in Zukunft keine Netzwerke mehr zu hosten, die Pornografie oder ähnliche Inhalte enthielten. Die Netzwerkbetreiber bekamen etwas mehr als einen Monat Zeit, um ihre pornografischen Inhalte bei anderen Anbietern zu migrieren. Als Gründe für das Entfernen der pornografischen Netzwerke wurden genannt, dass deren Betrieb für Ning nicht kostendeckend sei und dass sie unverhältnismäßig viele Aufforderungen zum Löschen urheberrechtlich geschützten Materials gemäß DMCA verursachten.

### Entfernung der Suchfunktion
Im November 2009 wurde die Suchfunktion von Ning entfernt. Diese Änderung beschränkte erheblich die Möglichkeiten, bestehende Ning-Netzwerke zu finden. Die Suchfunktion wurde am 29. März 2010 wiederhergestellt.

### Entfernung kostenloser Netzwerke
Zahlreiche Web-Dienste gaben bekannt, dass Ning alle kostenlosen Netzwerke abschalten würde, und einige bemühten sich aktiv um die Abwerbung von deren Betreibern. Als die Betreiber auf der Plattform nach Bestätigung für diese Ankündigung suchten, fanden sie wenig oder gar keine Informationen, erhielten vorgefertigte Antworten auf ihre Fragen und wurden auf weitere Informationen in zwei Wochen vertröstet. Im Zuge dieser „Ankündigung“ verschwanden auch mehrere Ning-Angestellte, wobei unklar ist, ob dies durch Entlassung oder aus freien Stücken geschah. Die Betreiber erhielten nie eine formelle Ankündigung, auch wenn Jason Rosenthal schließlich die Original-Nachricht mehr als 24 Stunden nach der Entscheidung erneut veröffentlichte.
Am 4. Mai 2010 sendete Ning eine offizielle E-Mail an alle Mitglieder:

„We want to provide a new level of innovation to network Creators — and build all the valuable features network Creators have asked us to. To get there, we need to focus 100% on paid Ning networks. This phasing out of free services won’t happen until July, so you’ll have plenty of time to weigh your options. We’ll do our best to provide you with a migration path if you don’t wish to continue with Ning, but we’d love to have you come along for all of the exciting future developments.“

Übersetzung:

„Wir möchten unseren Netzwerkbetreibern ein neues Maß an Innovation bieten – und all die nützlichen Funktionen integrieren, die sich die Betreiber von uns gewünscht haben. Um dies zu erreichen, müssen wir uns zu 100 % auf bezahlte Ning-Netzwerke konzentrieren. Die schrittweise Einstellung der kostenlosen Dienstleistung wird nicht vor Juli stattfinden, sodass Sie genügend Zeit zum Abwägen Ihrer Möglichkeiten haben. Wir werden unser Bestes tun, um Ihnen eine Migrationsmöglichkeit zur Verfügung zu stellen, wenn Sie nicht weiter mit Ning arbeiten möchten, aber wir würden uns sehr freuen, wenn Sie bei uns bleiben und von all den spannenden zukünftigen Entwicklungen profitieren würden.“

In E-Mail-Benachrichtigungen an die Ning-Netzwerkbetreiber wurde angekündigt, dass die kostenlosen Ning-Netzwerke am Freitag, dem 20. August um Mitternacht (UTC-08:00) endgültig abgeschaltet würden, sofern sich der Kunde nicht für eine der kostenpflichtigen Optionen entschied.